# 파리 7구

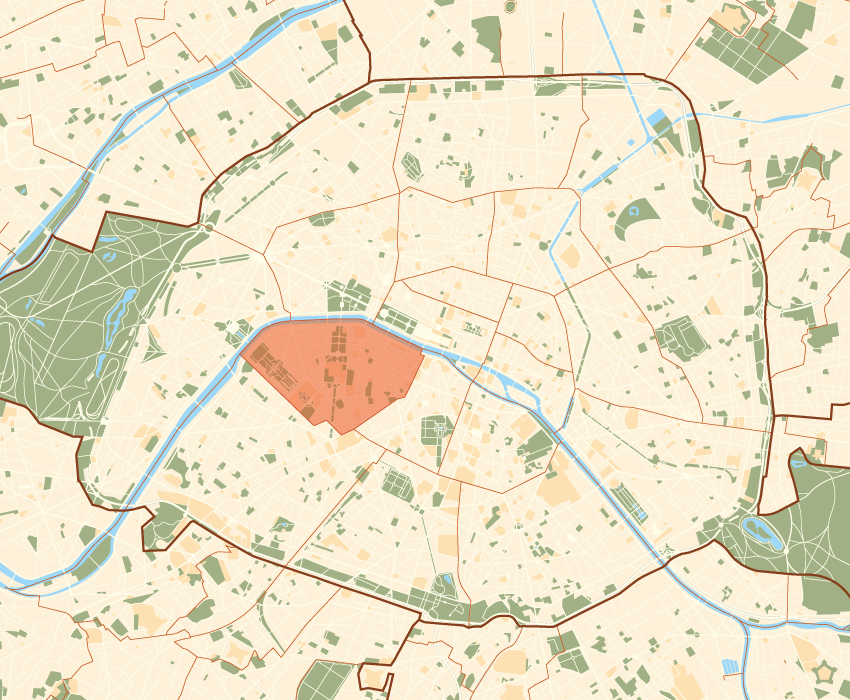
파리 7구의 위치

파리 7구(프랑스어: 7e arrondissement de Paris)는 프랑스의 수도 파리를 구성하는 20개의 행정구 중 하나이다. 일반 지방 자치 코드 (Code général des collectivités territoriales)로는 팔레부르봉 구(Arrondissement du Palais-Bourbon)이라고도 하며, 에펠탑과 앵발리드 (나폴레옹의 시신이 안치된 곳), 기적의 메달 예배당, 오르세 미술관, 로댕 미술관, 뒤 케 브랑리 미술관 같은 파리에서 잘 알려지고 유명한 관광지들이 모여있다.

## 지리
제7구의 행정 구역 크기는 4.088 km2 (1.578 sq. 마일, 또는 1,010 에이커)이다.

## 경제
에르 리키드, 알카텔-루슨트,, 발로드 & 피스트르의 본사들이 제7구에 있다.

## 행정
프랑스 농업부, 유럽외교부, 교육부 청사들이 있다.

## 스포츠
1900년 하계 올림픽의 승마 종목이 이곳에서 열렸다.